# Bruine oorfazant
De bruine oorfazant (Crossoptilon mantchuricum) is een vogel uit de familie fazantachtigen (Phasianidae). De wetenschappelijke naam van de soort is voor het eerst geldig gepubliceerd in 1863 door Robert Swinhoe. Het is een door habitatverlies kwetsbaar geworden soort fazant uit China.

## Kenmerken
De vogel is 96 tot 100 cm lang. Deze fazant is deels donkerbruin en deels wit gekleurd, met een opvallend witte pluim die vanaf de wang omhoog loopt. Het achterste deel van de rug, de stuit en de bovendekveren van de staart zijn wit. De staartveren zelf zijn wit met een breed, zwart uiteinde.

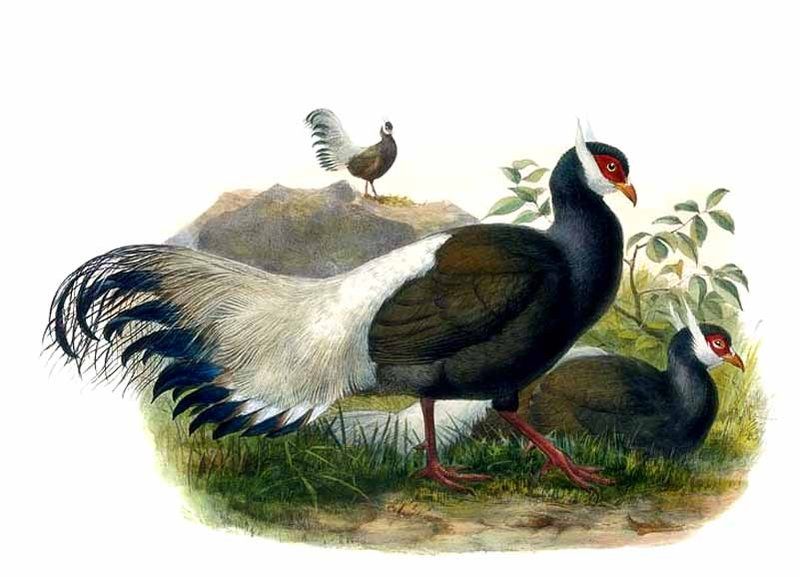

## Verspreiding en leefgebied
Deze soort is endemisch in het noordoosten van China. Hij leeft bij voorkeur op zuidhellingen in gebergte tussen de 1000 en 2600 meter boven zeeniveau, in gemengd bos of in struikgewas aan de boomgrens. 's Winters verblijft de vogel in lager gelegen gebied.

## Status
De  bruine oorfazant  heeft een beperkt verspreidingsgebied en daardoor is de kans op uitsterven aanwezig. De grootte van de populatie werd in 2016 door BirdLife International geschat op 3,3 tot 11 duizend volwassen individuen. De populatie-aantallen nemen af door habitatverlies. Het leefgebied wordt aangetast door ontbossing, waarbij natuurlijk bos plaats maakt voor intensief agrarisch gebruikt land voor beweiding en verder de aanleg van infrastructuur en menselijke nederzettingen. Om deze redenen staat deze soort als kwetsbaar op de Rode Lijst van de IUCN.